# 藪下町 (名古屋市)
藪下町（やぶしたちょう）は、愛知県名古屋市西区の地名。

## 歴史

### 沿革
- 1878年（明治11年）12月28日 - 愛知郡名古屋村の一部により、名古屋区藪下町となる[2]。このとき、上裏屋町・下裏屋町をそれぞれ合併している[2]。
- 1889年（明治22年）10月1日 - 名古屋市成立に伴い、同市藪下町となる[2]。
- 1908年（明治41年）4月1日 - 西区成立に伴い、同区藪下町となる[2]。
- 1981年（昭和56年）8月23日 - 新道一丁目・新道二丁目および幅下二丁目にそれぞれ編入され、消滅[2]。